# Rudolf Hellbach
Rudolf Hellbach (14. August 1857 in Brünn – nach 1902) war ein deutschsprachiger Theaterschauspieler.

## Leben
Hellbach wurde von Alois Wohlmuth für die Bühne ausgebildet und begann seine Schauspielerlaufbahn 1876 in Lübeck, kam dann nach Straßburg, Mainz, Bremen und Prag und war ab 1893 am Hoftheater in Kassel engagiert, wo er als „Odoardo Galotti“ in Emilia Galotti debütierte und seit dieser Zeit als beliebter Darsteller wirkte.
Er war im Charakterfach tätig und hatte in seinem Repertoire Rollen wie „Hamlet“, „Tell“, „Narciß“ etc., in welchen er sich stets als bühnensicherer Darsteller erwies.